# Den gröne Kristus
Den gröne Kristus (franska: Le Christ vert, Le calvaire breton) är en oljemålning av den franske konstnären Paul Gauguin från 1889. Målningen är utställd på Kungliga museet för sköna konster i Belgien i Bryssel.
Målningen är, tillsammans med Den gule Kristus, Gauguins viktigaste bidrag till symbolismen som i kontrast till realismen och naturalismen ville återknyta till äldre tiders allegoriska måleri. 
Strandlandskapet som avmålats ligger vid Le Pouldu i Clohars-Carnoët, Bretagne. Den gröna Kristusstatyn har Gauguin funnit inspiration till i grannbyn Névez. Målningen tillkom när Gauguin bodde i Pont-Aven i Bretagne. Tillsammans med bland andra Émile Bernard ingick han i den så kallade Pont-Avenskolan vars verk karakteriseras av djärva färger och symbolistiska motivval. 